# 1008

## Vědy a umění
- z tohoto roku pochází nejstarší zachovaný masoretský text Tanachu.

## Narození
- ? – Jindřich I. Francouzský, francouzský král († 1060)
- ? – Teodosius Pečerský, ruský pravoslavný světec († 3. května 1074)

## Hlavy států
- České knížectví – Jaromír
- Svatá říše římská – Jindřich II.
- Papež – Jan XVIII.
- Anglické království – Ethelred II.
- Francouzské království – Robert II.
- Polské knížectví – Boleslav I. Chrabrý
- Uherské království – Štěpán I.
- Byzanc – Basileios II. Bulgaroktonos
- Bulharsko – Samuel
- Chorvatsko – Křesimír III.
- Afghánistán – Mahmúd
- Čína – Šeng-cung (dynastie Liao), Čen-cung (dynastie Severní Sung)
- Lucembursko – Jindřich I.
- Gruzie – Bagrad III. Sjednotitel